# بستان، سبی
بستان (به انگلیسی: Bostan) یک منطقهٔ مسکونی در پاکستان است. بستان ۱۲۱ متر بالاتر از سطح دریا واقع شده‌است.